# Европейский гологлаз
Европе́йский гологла́з (лат. Ablepharus kitaibelii) — вид сцинковых ящериц из рода гологлазов. Видовое латинское название дано в честь ботаника Пауля Китайбеля (1757—1817).
Длина тела от 10 до 13,5 см.
Вид распространён от южной Словакии и Венгрии через восточную Хорватию, Сербию, южную Румынию, Болгарию, Северную Македонию, Албанию до Греции, на островах Ионического и Эгейского морей, а также в западной и центральной Турции.
Обитает в каменистых, разнотравно-злаковых ксерофитных степях на пологих склонах. Держится среди многочисленных мелких камней, под которыми проводит большую часть времени, изредка появляясь на поверхности. После зимовки появляется в конце марта. В жаркие и сухие летние месяцы (июль—август) прячется в глубокие убежища и выходит на поверхность только в сентябре, после обильных дождей. При передвижении почти не пользуется конечностями. Когда, изгибаясь, быстро проползает среди мелких камней, очень напоминает небольшую змейку. Поднимая отдельные камни, иногда можно заметить эту ящерицу, лежит в своеобразной позе — свернувшись колечком и обхватив себя позади головы пальцами одной из задних ног.
В желудках немногих исследованных особей найдены мелкие перепончатокрылые, в том числе муравьи, двукрылые, тли, мелкие жуки и пауки.